# Marc Gesquière
Marc Gesquière (Ieper, 9 oktober 1950 - Wielsbeke, maart 2011) was een Kortrijks deken.
Hij was leraar godsdienst toen hij zijn roeping kreeg. Hij werd op 17 juni 1984 in Brielen tot priester gewijd. Van 1984 tot 1989 was hij proost van de Vrouwelijke Katholieke Arbeidersjeugd (VKAJ), van 1991 tot 1996 was hij nationaal proost van de Kristelijke Arbeiders Vrouwenbeweging (KAV). Tussen 1989 en 2000 werkte hij in de Sint-Jozefsparochie in Bredene. Vanaf 2000 was hij actief als deken van Kortrijk en de federatie Kortrijk-Groeninge. En in 2002 werd hij daarnaast ook streekvicaris van de streek Zuid.
Marc verdween op 20 februari 2011 spoorloos. Zijn lichaam werd op 11 maart teruggevonden in de Leie in Wielsbeke. Het bleek om zelfmoord te gaan. Hij werd op 19 maart 2011 begraven in de Onze-Lieve-Vrouwekerk van Kortrijk. De uitvaart werd geleid door Jozef De Kesel, bisschop van Brugge.